# Ian Hamilton (generale)
Ian Standish Monteith Hamilton (Corfù, 16 gennaio 1853 – Londra, 12 ottobre 1947) è stato un generale britannico.
Ufficiale stimato e capace, personalità notevole ed eccentrica, si distinse per brillantezza di risultati e per slancio offensivo durante la seconda guerra boera dove divenne amico del giovane Winston Churchill. La sua risolutezza, la sua perspicacia e la sua aggressività in azione, gli guadagnarono la considerazione dei feldmarescialli Frederick Roberts e Horatio Kitchener, personalità dominanti dell'Esercito britannico dell'epoca.
Considerato tra i migliori ufficiali britannici, durante la prima guerra mondiale assunse il comando della famosa spedizione dei Dardanelli, destinata ad un rovinoso fallimento a Gallipoli, che avrebbe segnato la brusca fine della sua carriera militare operativa. Ian Hamilton divenne il capro espiatorio del fallimento di questa campagna, in parte dovuto anche a suoi errori e manchevolezze.

## Biografia

### Gli inizi e le prime campagne di guerra
Ian Hamilton era originario di una famiglia di antiche tradizioni militari; il padre, colonnello Christian Monteith Hamilton aveva comandato il 92º reggimento Highlander; la madre, Corinna era la figlia del 3° visconte Gort e sarebbe morta di parto dando alla luce il fratello minore Vereker. Il giovane Ian frequentò la scuola a Cheam nel Surrey e quindi al Wellington college; quindi il padre lo fece seguire dal generale von Damimers, un militare dell'Hannover che aveva combattuto contro la Prussia. Nel 1870 Hamilton entrò alla Accademia militare di Sandhurst dopo aver superato l'esame di ammissione e l'anno seguente venne assegnato inizialmente al reggimento Suffolk prima di essere trasferito dopo breve tempo al secondo battaglione del famoso reggimento scozzese Gordon Highlanders che era stazionato in India. Durante il suo periodo di servizio nel subcontinente indiano Hamilton fece parte con il suo battaglione della Kurram Field Force del generale Frederick Roberts incaricata nel 1878 di sedare la rivolta di alcune tribù afgane. Nonostante fosse affetto da malaria, il giovane ufficiale ebbe modo di distinguersi; nel 1879 partecipò alla battaglia di Charasia; tuttavia, dopo una licenza per malattia, non giunse in tempo al suo reparto per prendere parte alla decisiva battaglia di Kandahar del 1º settembre 1880. Il generale Roberts conobbe e valutò favorevolmente il tenente Hamilton.
Nel 1881 il II battaglione Gordon Highlanders fu trasferito in Sudafrica per partecipare alla prima guerra boera. Hamilton fu presente alla disastrosa battaglia di Majuba Hill dove egli mostrò coraggio e preparazione; le truppe britanniche subirono una netta sconfitta, il giovane ufficiale, che si era battuto valorosamente in prima linea, venne ferito e catturato. Al suo rientro in patria per cura e convalescenza Hamilton venne accolto come un eroe di guerra e venne ricevuto dalla Regina Vittoria; venne anche raccomandato per l'assegnazione della Victoria Cross ma, essendo considerato ancora troppo giovane, la prestigiosa onorificenza non gli venne assegnata; nel 1882 venne invece promosso capitano.
Nel 1882 Hamilton venne aggregato al I battaglione Gordon Highlanders che prese parte alla spedizione del Nilo del 1884-1885 organizzata e diretta del generale Garnet Wolseley per soccorrere il generale Charles George Gordon assediato a Khartoum. Il reparto di Hamilton partì da Wadi Halfa e discese, insieme ad altre unità, lungo il fiume mentre altre truppe avanzavano attraverso il deserto; Hamilton criticò fortemente il generale Wolseley per la sua metodica direzione delle operazioni e per la lentezza della marcia; il 10 febbraio 1885 le forze britanniche discese lungo il fiume vinsero la battaglia di Kerbekan e Hamilton si distinse attaccando frontalmente con la sua compagnia le forze mahdiste. Nel frattempo tuttavia Khartoum era già caduta e il generale Gordon era stato ucciso; la spedizione di soccorso venne richiamata in Egitto; Hamilton ricevette nuove decorazioni, venne promosso maggiore e ritornò a prestare servizio in India.

### La grande guerra boera
Il 16 settembre 1899 Ian Hamilton partì per il Sudafrica per far parte dello stato maggiore del generale George Stuart White, comandante in capo designato delle forze britanniche in fase di organizzazione nel Natal per fronteggiare una possibile invasione boera. Il colonnello Hamilton, insieme ad altri ufficiali tra cui il tenente colonnello Henry Rawlinson, sbarcò a Città del Capo il 3 ottobre 1899 e subito dopo si trasferì in treno a Ladysmith per raggiungere le truppe nel Natal. Il generale White aveva alta stima delle sue capacità militari e ben presto gli assegnò il comando sul campo, con il grado di facente funzione di maggior generale, di una brigata di fanteria con la quale Hamilton vinse, con un aggressivo attacco frontale alla baionetta, la battaglia di Elandslaagte il 20 ottobre 1899.

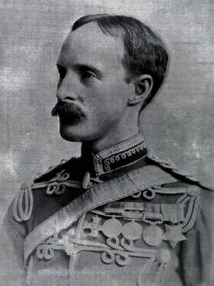
Ian Hamilton nel periodo della seconda guerra boera.

Nonostante questo successo locale di Hamilton, la situazione tattica complessiva delle forze britanniche del Natal era precaria, e dopo una serie di sconfitte dei luogotenenti del generale White e la grave disfatta della battaglia di Ladysmith, le truppe imperiali dovettero ripiegare dentro la città di Ladysmith dove vennero accerchiate dalle forze boere. Iniziò quindi il lungo assedio di Ladysmith e Hamilton tenne il comando di una parte delle truppe accerchiate del generale White. Anche se lo storico Thomas Pakenham ha criticato il comportamento di Hamilton durante il lungo assedio di Ladysmith, altre fonti al contrario hanno evidenziato la sua coraggiosa condotta personale e la sua abilità tattica nel corso di questo periodo; di fatto Hamilton godette della completa fiducia del generale White e soprattutto del feldmaresciallo Frederick Roberts, il nuovo comandante in capo britannico in Sudafrica. Durante l'assedio di Ladysmith, Hamilton criticò invece aspramente il generale Redvers Buller, il comandante britannico in Natal incaricato di sbloccare la guarnigione assediata, da lui ritenuto indeciso, pessimista e passivo.
Dopo la liberazione di Ladysmith il 28 febbraio 1900, Hamilton venne elogiato per il suo comportamento dal feldmaresciallo Roberts che, ritenendolo uno dei suoi migliori luogotenenti, gli assegnò il comando di un contingente scelto di fanteria e truppe montate incaricato di avanzare sul fianco destro della colonna principale britannica durante la marcia verso Pretoria. Ebbe quindi inizio la cosiddetta Ian Hamilton's march, descritta in termini entusiastici da Winston Churchill nel suo libro omonimo. Hamilton iniziò l'avanzata il 30 aprile 1900; egli disponeva di due brigate di fanteria, due brigate montate e 38 cannoni. La marcia della colonna del generale fu caratterizzata da continui scontri vittoriosi contro le retroguardie boere; dopo aver conquistato le posizioni trincerate a Houtnek e sui monti Thaba, Hamilton aggirò le linee nemiche sul fiume Zand, quindi si diresse a Lindley da dove liberò il passo verso Pretoria della colonna principale del generale Roberts. Da quel momento il contingente di Hamilton si spostò sul fianco sinistro, il fiume Vaal fu superato il 27 maggio 1900 e il giorno seguente il generale vinse la battaglia di Doornkop con un brillante assalto di fanteria sferrato in ordine sparso.
Dopo la caduta di Johannesburg, il 30 maggio e di Pretoria il 3 giugno, Hamilton con la sua colonna si riunì all'armata principale del feldmaresciallo Roberts e partecipò con distinzione alla battaglia del colle dei Diamanti che terminò il 12 giugno con una vittoria britannica non decisiva. Hamilton il 23 giugno 1900 ebbe un serio incidente a causa di una caduta da cavallo e dovette cedere temporaneamente il comando del suo contingente mobile al generale Archibald Hunter. Rientrato in servizio il 14 luglio, Hamilton ebbe il comando di una delle colonne organizzate dal generale Kitchener per accerchiare i commando boeri del generale Christiaan De Wet ma in questa occasione il generale si mosse in ritardo e non riuscì a sbarrare in tempo il passo dell'Olifant's Nek attraverso il quale il 13 agosto 1900 i boeri di De Wet riuscirono a sfuggire. Hamilton è stato criticato per la mancata cattura di De Wet, anche se sembra che egli non disponesse di precise informazioni sui movimenti dei boeri e che gli fosse stato comunicato che il nemico stesse dirigendo su un passo più settentrionale del Magaliesberg.

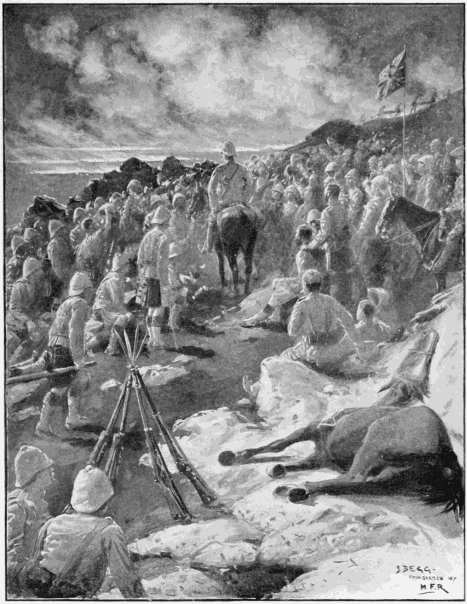
Hamilton elogia i soldati del Gordon Highlanders dopo la vittoria della battaglia di Doornkop.

Dopo la mancata cattura del comandante De Wet, Hamilton ritornò con le sue truppe nel Transvaal orientale e partecipò all'avanzata finale del feldmaresciallo Roberts; dopo il congiungimento con la forza campale del Natal del generale Buller, l'esercito britannico riunito avanzò verso il confine del Mozambico e il 24 settembre 1900 Hamilton e il generale Reginald Pole-Carew arrivarono a Komatipoort. Una parte dei boeri, con il presidente Paul Kruger, sconfinarono in territorio portoghese, mentre altri commando con il generale Louis Botha riuscirono a disperdersi nel veld. La guerra regolare era praticamente finita e il feldmaresciallo Roberts ebbe parole di grande apprezzamento per Hamilton che definì "il miglior comandante a mia disposizione"; al momento di cedere il comando e ritornare in Gran Bretagna, il feldmaresciallo portò con sé anche Hamilton che, arrivato a Londra il 2 gennaio 1901, iniziò un importante incarico al ministero della Guerra dove collaborò ai programmi di modernizzazione della macchina militare britannica.
Nonostante i successi e la conquista delle principali città delle repubbliche boere, i britannici, passati al comando del generale Horatio Kitchener dovevano affrontare una crescente guerriglia da parte dei numerosi e temibili commando boeri ancora attivi; il generale Kitchener si trovò presto in difficoltà. Nel mese di novembre 1901 il feldmaresciallo Roberts decise di inviare nuovamente in Sudafrica Ian Hamilton, come nuovo capo di stato maggiore e collaboratore del generale Kitchener; il 9 novembre 1901 Hamilton partì per ritornare in azione nel territorio delle repubbliche boere. Egli era favorevole alle tattiche ideate dal generale Kitchener, ma soprattutto riteneva decisivo ricercare un compromesso con i capi boeri e intavolare trattative di pace. La guerra ebbe una svolta nella primavera del 1902 quando Hamilton prese il comando, dopo un'esplicita richiesta degli altri generali britannici rivolta a Kitchener con il sistema del round-robin, di tutte le colonne inviate nel Transvaal occidentale contro i commando del comandante Koos de la Rey. La campagna, coordinata con abilità da Hamilton, si concluse con un importante successo l'11 aprile 1902 nella battaglia di Rooiwal, l'ultimo grande combattimento della guerra boera.
Le trattative di pace erano già in corso e si conclusero con il compromesso del Trattato di Vereeniging del 31 maggio 1902; Hamilton era presente alla cerimonia e approvò interamente le clausole stabilite dal documento; la guerra era finalmente finita e il generale poté tornare definitivamente in patria, dove giunse in compagnia dei generali Kitchener e French, ricevendo accoglienze calorose ed alti apprezzamenti per il suo operato in Africa.

### Missioni e incarichi di comando
Dopo la fine della guerra boera, Hamilton riprese il suo incarico al ministero della Guerra e nel 1903-1904 fu il Quartiermastro generale dell'esercito. Dal 1904 al 1905 invece venne nominato addetto militare dell'esercito anglo-indiano inviato come osservatore nell'esercito giapponese in Manciuria durante la guerra russo-giapponese. Hamilton fu il primo degli addetti militari delle potenze occidentali ad arrivare in Giappone all'inizio della guerra

### Campagna dei Dardanelli
Quindi era naturale che a lui fosse affidato, nel 1915, il comando della campagna mirante a conquistare la penisola di Gallipoli nei Dardanelli.
Nelle operazioni terrestri successive Hamilton non riuscì a raggiungere gli obiettivi prestabiliti a causa dell'ottima, quanto inaspettata, difesa dei turchi e da una tattica inefficace e mal congegnata. Infatti sia il corpo di spedizione britannico che le truppe degli A.N.Z.A.C. vennero completamente bloccati direttamente sulle spiagge dalla resistenza turca. Ma, nonostante le ingenti perdite, il generale inglese, continuò a mandare in patria comunicati ottimistici. La verità sul disastro dei Dardanelli sarà poi rivelata da alcuni giornalisti.
Hamilton, esonerato dall'incarico, non avrà più mansioni di rilievo.

### Gli ultimi anni
In pensione, Hamilton divenne una figura di spicco nell'organizzazione di ex militari, la British Legion, ricoprendo la carica di presidente scozzese. Fu anche membro fondatore e vicepresidente dell'Associazione anglo-tedesca nel 1928, infatti si impegnò duramente per promuovere il riavvicinamento tra Gran Bretagna e Germania. Dopo l'ascesa del nazismo, il generale Hamilton continuò ad occuparsi dell'Associazione, provando anche una certa ammirazione verso Adolf Hitler, anche se, secondo lo storico Ian Kershaw, Hamilton essendo un pilastro del potere imperiale britannico e non un sostenitore del nazismo, nonostante la sua iniziale apparente approvazione. Hamilton morì il 12 ottobre 1947, all'età di 94 anni, nella sua casa di Hyde Park Gardens a Londra.